# Электрохимия (журнал)
«Электрохимия» — советский и российский ежемесячный журнал, выходящий с 1965 года. Орган Отделения общей и технической химии Академии наук России.
На страницах журнала публикуются статьи, обзоры, краткие сообщения и рефераты депонированных во Всероссийском институте научной и технической информации статей по кинетике электрородных процессов, электросинтезу, термодинамике растворов, а также рецензии на книги и отчёты о симпозиумах и конференциях.
К 1978 году тираж журнала достиг 2,5 тыс экземпляров.